# Маццеи, Жулио
Жулио Маццеи (порт. Júlio итал. Mazzei; 1930—2009) — бразильский футбольный тренер, профессор физической культуры. В 1982 году он привёл «Нью-Йорк Космос» к победе в чемпионате NASL.

## Биография
До переезда в США Маццеи успел поработать в «Палмейрасе», «Сантосе» и сборной Бразилии. В течение семи лет жил в Нью-Йорке, где работал с местным «Космосом», трансфер туда Пеле — исключительно его заслуга. В 1982 году он привёл «Нью-Йорк Космос» к победе в чемпионате NASL.
У Маццеи обнаружилась болезнь Альцгеймера, с сентября 2004 года он жил в доме престарелых в Сан-Паулу. Он умер в воскресенье утром 10 мая 2009 года в возрасте 78 лет.
Похоронен в некрополе Вселенского Мемориала Сантоса во вторник. Большое количество болельщиков и бывших товарищей по команде приехали из Соединённых Штатов проститься со своим тренером.
Дочь Маццеи Марджори сказала, что планирует создать интернет-мемориал в честь отца в ближайшем будущем.

## Отзывы
Бывший вратарь, а ныне спортивный аналитик Шеп Мессинг говорил, что за свою карьеру он никогда не встречал человека более успешного, чем Жулио Маццеи, с таким тренером, по его словам, никогда не пропадала любовь к игре.
Экс-президент «Космоса» Клайв Той сказал, что Маццеи был доброжелательным и всегда готовым помочь. Он помог адаптироваться многим новичкам во главе с Пеле к совершенно новой жизни. Все ценили его опыт и вклад в футбол США.
Вернер Рот, бывший капитан «Космоса», говорил, что Пеле считал Маццеи своим вторым отцом за его доброту, ум и честность, а также приоритет человеческих отношений со своими игроками по отношению к профессиональным. В своё время он сам впервые пришёл в «Космос», все приняли его в коллектив, а позднее он уже сам оказался в роли принимающего.